# Спрыгина, Нонна Ивановна
Спрыгина Нонна Ивановна  — археолог, этнограф, краевед, музейный работник, педагог.

## Биография
Н. И. Спрыгина родилась в семье служащего.
Нонна Ивановна окончила Пензенскую гимназию с золотой медалью, после чего поступила в Пензенское художественное училище, после окончания начала работать в народной читальне и преподавать в воскресной школе для рабочих.
Нонна Ивановна является одним из организаторов ПОЛЕ и Пензенского естественно-исторического (ныне краеведческого) музея.
В 1905 году было организовано общество любителей естествознания, в котором Спрыгина Н.И была активным членом и являлась одним из организаторов.
Нонна Ивановна изучала растительность Пензенской губернии вместе со своим мужем И. И. Спрыгиным. Она оказывала большую помощь мужу в составлении гербария, препарировании зоологических коллекций, переписке его научных работ.
В 1944 г. Н. И. Спрыгина переехала в Москву.

## Научная деятельность
Спрыгина Н.И занималась самоподготовкой в области философии, русской и зарубежной литературы и искусства. Впоследствии она закончила курсы по археологии и этнографии, постоянно консультировалась со специалистами.
Нонна Ивановна создала и возглавила отдел археологии и этнографии в Пензенском музее. Она совершила много экспедиций, благодаря чему увеличила материал музея. До 1919 года в каталог отдела археологии было занесено 326 экземпляров, к 1921 году- 2200 экземпляров.
В декабре 1921 года была предпринята поездка в Москву с целью объединения собранного материала с материалом Исторического Музея и для изучения с необходимой литературы.
В 1927 году под руководством Б. С. Жукова Антропологическим научно-исследовательским институтом и Пензенским музеем проводились раскопки Старосотенского могильника (с. Наровчат), участвовали в раскопках так же Н. И. Спрыгина и П. С. Владимирова. Старосотенский могильник является памятником мордвы-мокши, хронологически относящийся к золотоордынскому периоду.
В 1929 году Нонна Ивановна провела раскопки поселения у озера Ерня. Она смогла привлечь внимание значимых специалистов к археологии Пензенского края.
В 1928 году она провела самостоятельные раскопки на Пензенских поселениях эпохи неолита и бронзы Целибуха, Калашный Затон, Ерня (вскрыто в общей сложности 250 кв. м) и мордовского могильника XIV—XV вв. у с. Чернозерье Мокшанского района (вскрыто 14 погребений).
В 1930 г. Спрыгина Нонна Ивановна провела раскопки Пензенского мордовского могильника III—IV вв. Она активно консультировалась с ведущими археологами- О. Н. Бадером, П. Д. Степановым, А. А. Спицыным, А. А. Кротковым.
С 1924 по 1947 год Нонна Ивановна трудилась над археологической картой Пензенской области, к которой она создала пояснительную записку численностью 200 страниц, которую, как ценный материал была передана в Институт археологии АН СССР (РАН).
Как этнограф Спрыгина Н.И создала первую работу в 1923 году, связанную с периодом организации Всесоюзной сельскохозяйственной и кустарно-промышленной выставки. Музеем была организована экспедиция по быту мордвы (мокши и эрзи) под руководством Нонны Ивановны, где были исследованы Городищенский, Краснослободский и Беднодемьяновский уезды Пензенской губернии, в которых собраны богатые коллекции по орудиям труда, домашней утвари, одежде.
Музей высоко оценил проведенную работу Спрыгиной. Главвыставком присудил этнографу Н. И. Спрыгиной диплом первой степени ''за научный подбор коллекций по быту мордвы Пензенской губернии, выдающихся по своей полноте и систематичности и создавших прекрасную этнографическую картину края''.

## Семья
Муж — Иван Иванович Спрыгин (1873—1942)
Дочь — Людмила Ивановна Спрыгина (1906—1999)

## Основные публикации
- Стоянка первобытного человека в долине р. Суры близ г. Пензы (1923)
- Одежда мордвы-мокши Краснослободского и Беднодемьяновского уездов Пензенской губернии (1928)